# Hemistola tenuilinea
Hemistola tenuilinea är en fjärilsart som beskrevs av Alphéraky 1897. Hemistola tenuilinea ingår i släktet Hemistola och familjen mätare. Inga underarter finns listade i Catalogue of Life.